# James Wilkinson
James Wilkinson, ameriški general, politik in diplomat, * 24. marec 1757, Calvert County, Maryland, † 28. december 1825, Ciudad de México, Mehika. 